# عبدالحسین برونسی
عبدالحسین برونسی (۳ شهریور ۱۳۲۱ – ۲۳ اسفند ۱۳۶۳) نظامی ایرانی بود که در خلال جنگ ایران و عراق از اعضای سپاه پاسداران انقلاب اسلامی محسوب می‌شد و فرماندهی تیپ ۱۸ جوادالائمه را برعهده داشت. او فعالیت سیاسی علیه حکومت پهلوی را پیش از وقوع انقلاب ۱۳۵۷ آغاز کرد، که منجر به دستگیری وی توسط ساواک گردید. برونسی در اسفند ۱۳۶۳ در خلال اجرای عملیات بدر کشته شد.

## زندگی‌نامه
عبدالحسین برونسی در ۳ شهریور ۱۳۲۱ در کدکن، از توابع شهرستان تربت حیدریه زاده شد. وی پس از چند بار تغییر شغل به علت شبهه ناک بودن کار و کم فروشی صاحبان مغازه، نهایتاً به شغل بنایی روی می‌آورد و تا هنگام پیوستن به سپاه این شغل را ادامه داد. او همچنین از فعالان سیاسی مخالف حکومت پهلوی بود که چند بار توسط ساواک دستگیر و شکنجه شده، به طوری که دندان‌هایش را می‌شکنند و نهایتاً حکم اعدامش صادر گردید اما با وقوع انقلاب اجرا نشد.

### قبل از انقلاب
او بارها دستگیر و توسط ساواک شکنجه شد. پیرامون یکی از موارد دستگیری می‌گوید: 
در زندان به قدری جای ما تنگ بود که به نوبت چند نفر می‌خوابیدیم و چند نفر دیگر می‌ایستادیم، ما را شکنجه می‌کردند. همان اول که ما را گرفتند فکر می‌کردی چه کسی را گرفته‌اند. دور ما را گرفتند یک مسلسل را به پشتم گذاشتند دیگری را روی سینه‌ام و یکی هم سیلی می‌زد و می‌گفت: پدر سوخته بگو دوستان شما چه کسانی هستند. گفتم: من هیچ دوستی ندارم تک و تنها هستم، یکی از آنها گفت: نگاه کن پدر سوخته را هر چه کتک می‌زنیم رنگش تغییر نمی‌کند. می‌گفتند: ترا می‌کشیم، می‌گفتم: بکشید، به دهانم می‌زدند هر دندانی که می‌افتاد می‌گفتند. پدر سوخته دندانهایش دارد می‌ریزد و کسی را لو نمی‌دهد.

### پس از انقلاب

#### جنگ ایران و عراق
او پس از انقلاب به سپاه پیوست و در آغاز جنگ راهی جبهه شد. وی در این دوران مسئولیت‌های مختلفی داشت که در آخرین آن فرمانده تیپ ۱۸ جوادالائمه بود، که در سال ۱۳۶۳ طی عملیات بدر در شرق دجله کشته شد. وی ۵ سال همزمان با کار به تحصیل علوم اسلامی نیز می‌پرداخت.
گردان بلال با فرماندهی وی، در جریان عملیات والفجر ۳ موفق به تصرف ارتفاعات کله‌قندی و به اسارت گرفتن سرهنگ جاسم یعقوب؛ داماد و پسرخاله صدام گردید. و رهبر حزب بعث برای سر او جایزه تعیین کرد.
در وصیت‌نامه وی آمده است:
من با چشم باز این را پیموده‌ام و ثابت قدم مانده‌ام؛ امیدوارم این قدم‌هایی که در راه خدا برداشته‌ام، خداوند آنها را قبول درگاه خودش قرار دهد و ما را از آتش جهنم نجات دهد. فرزندانم، خوب به قرآن گوش کنید و این کتاب آسمانی را سرمشق زندگیتان قرار بدهید. باید از قرآن استمداد کنید و باید از قرآن مدد بگیرید و متوسل به امام زمان باشید. همیشه آیات قرآن را زمزمه کنید تا شیطان به شما رسوخ پنهانی نکند.

## کشف پیکر و تردیدها
به گفتهٔ محمد باقرزاده، پیکر عبدالحسین برونسی پس از ۲۷ سال از زمان مرگش در شرق دجله به همراه ۱۲ کشته شده جنگی دیگر کشف شد. پلاک، لباس پاسداری، بخشی از صفحات قرآن و بادگیر آقای برونسی اجزایی است که پیدا شده است.
با این وجود سعید عاکف نویسنده کتاب خاک‌های نرم کوشک معتقد است، که پیکر کشف شده، با مشخصات لحظه مرگ برونسی همخوانی ندارد. وی بیان می‌کند که بر طبق خاطرات بی‌سیم‌چی برونسی و یکی دیگر از همراهان او، وی در آخرین لحظات زندگی، لباس رسمی سپاه به تن داشته و جنازه‌اش نهایتاً در منطقه‌ای باتلاق مانند می‌افتد و در این هنگام سر بر تن داشته است و فرضیهٔ جدا کردن سر وی توسط عراقی‌ها را رد می‌کند.
خانوادهٔ برونسی نیز در تعلق داشتن پیکر کشف شده به برونسی اظهار تردید کرده‌اند.
با توجه به گفته‌های باقرزاده امکان به‌دست آوردن جواب قطعی از روی آزمایش دی‌ان‌ای وجود ندارد، چرا که پدر و مادر وی در قید حیات نیستند و بیان می‌دارد:
اخبار بینه که اصطلاحاً در فقه و حقوق عبارت است از گواهی دو نفر عادل، در این مورد ما افرادی را که بتوانند صراحتاً تأیید کنند و گواهی بدهند که این پیکر متعلق به آقای برونسی است، در اختیار نداریم و تنها به یقین بسنده می‌کنیم. در عرف نیروهای مسلح و همه ارتش‌های دنیا، پلاک هویت، نشانه کمکی مؤثر برای احراز هویت فرد می‌تواند باشد، کما اینکه دربارهٔ این کشته شدن هم مورد استناد قرار گرفته است.

## ازدواج
برونسی در سال ۱۳۴۷ در روستای محل سکونتش با معصومه سبک‌خیز ازدواج کرد که حاصل آن ۸ فرزند بود.

## کتاب و فیلم
کتاب خاک‌های نرم کوشک مجموعه خاطراتی از وی است، که از زبان همسر وی و همرزمانش و در سال ۱۳۸۳ توسط سعید عاکف در مشهد چاپ گردید و تا مرداد ۱۳۹۶ به چاپ دویست و یازدهم (۶۶۲۰۰۰ نسخه) رسید. فیلم به کبودی یاس برداشتی از زندگانی وی است. کتاب گلبو نوشته سید علیرضا مهرداد که به‌وسیلهٔ نشر ستاره‌ها چاپ گردید نیز به خاطرات برونسی اختصاص دارد که در سال ۱۳۸۶ عرضه شد. کتاب نیمه پنهان۱۶: برونسی به روایت همسر شهید به قلم مهدیه داوودی و به روایت معصومه سبک‌خیز؛ همسر برونسی، از مجموعه کتاب‌های نیمه‌پنهان انتشارات روایت فتح، از دیگر آثار مکتوب راجع به برونسی است. یک کمیک استریپ با عنوان خط شکن در ۱۱۰ صفحه به مدیریت حسین یوزباشی تولید شد. این اثر در سه فصل از تولد تا جوانی و کوچ از روستا به شهر، داستان زندگی او از زمان کوچ و مبارزات انقلابی‌اش تا مقطع پیروزی انقلاب اسلامی و دوران پس از انقلاب به روایت زندگی برونسی پرداخته است.